# Pat McCarran
Patrick Anthony "Pat" McCarran, född 8 augusti 1876 i Reno, Nevada, död 28 september 1954 i Hawthorne, Nevada, var en amerikansk demokratisk politiker och jurist. Han representerade delstaten Nevada i USA:s senat från 1933 fram till sin död. Han var en känd antikommunist.

## Biografi
McCarran studerade vid University of Nevada, Reno. Han studerade sedan juridik och inledde 1905 sin karriär som advokat. Han var distriktsåklagare i Nye County 1907-1909. Han tjänstgjorde som domare i Nevadas högsta domstol från 1913 till 1918, det sista året som dess chefsdomare.
McCarran besegrade sittande senatorn Tasker Oddie i senatsvalet 1932. Han omvaldes 1938, 1944 och 1950. Han avled 1954 i ämbetet och efterträddes av Ernest S. Brown.
McCarran gravsattes på Mountain View Cemetery i Reno.